# The Lodgers
The Lodgers és una pel·lícula irlandesa de terror gòtic del 2017 escrita per David Turpin i dirigida per Brian O'Malley. La pel·lícula és protagonitzada per Charlotte Vega, Bill Milner i Eugene Simon.
Es va rodar al Loftus Hall l'any 2016 i es va estrenar al Festival Internacional de Cinema de Toronto de 2017.

## Argument
El 1920, l'Irlanda rural, els bessons angloirlandesos Rachel (Charlotte Vega) i Edward (Bill Milner) comparteixen una existència aïllada a la seva finca familiar en ruines. Cada nit, la propietat es converteix en el domini de les sinistres presències aquàtiques ("els hostals") que fan complir tres regles als bessons: han d'estar al llit a mitjanit; poden no permetre que un foraster superi el llindar; si un intenta fugir, la vida de l'altre es posa en perill. Se'ls recorda aquestes regles a través d'una cançó infantil: "Nena, nen, escolteu bé. Estigueu al llit al timbre de mitjanit. No deixeu que un estrany entri la vostra porta. No us deixeu mai sols. Bona germana, bon germà. sigueu bé aquestes precaucions tres, sempre que la vostra sang sigui només nostra, ens veurem abaix."Una maledicció recau sobre la seva família: una "taca" que es transmet d'una generació a l'altra: cada generació té bessons incestuosos, criant-se la propera generació abans de treure's la vida ofegant-se. Quan arribi el divuitè aniversari de la Rachel i l'Edward, la Rachel vol marxar amb l'Edward i, en fer-ho, esperem deixar enrere la maledicció familiar. L'Edward, arran d'un trauma per haver presenciat el suïcidi dels seus pares i el llegat que li van deixar a ell i a la seva germana, s'ha convertit en un reclus i es nega a marxar. Les tensions augmenten quan el veterà de guerra Sean (Eugene Simon) torna al poble proper. Immediatament se sent atret per la misteriosa Rachel, que al seu torn veu en Sean una oportunitat de llibertat i, per tant, comença a trencar les regles establertes pels hostes. Les conseqüències porten a Rachel a un enfrontament mortal amb el seu germà i amb la maledicció que les persegueix.

## Repartiment
- Charlotte Vega com a Rachel
- David Bradley com a Bermingham
- Bill Milner com a Edward
- Eugene Simon com a Sean
- Moe Dunford com a Dessie
- Roisin Murphy com a Kay
- Deirdre O'Kane com a Maura

## Llançament
The Lodgers va ser escollit com a part de la selecció oficial per a la categoria de cinema del món contemporani al Festival Internacional de Cinema de Toronto. Aquesta va ser l'estrena mundial de la pel·lícula. The Lodgers es va projectar durant el cap de setmana d'obertura del festival els dies 8 i 9 de setembre. Hi van assistir el director, l'escriptor, el productor i tres repartiments principals. Es va estrenar el 9 de març a Itàlia, on va guanyar 258.508 dòlars el cap de setmana d'obertura.

## Recepció

### Resposta crítica
A l'agregador de ressenyes Rotten Tomatoes, la pel·lícula té una puntuació d'aprovació del 56 % basat en 45 ressenyes, amb una mitjana ponderada de 5,8/10. El consens dels crítics del lloc web diu: "Com molts visitants a llarg termini de la vida real, The Lodgers comença amb un mínim de misteri i il·lusió, però finalment s'allarga la seva benvinguda." A Metacritic, la pel·lícula té una puntuació mitjana ponderada de 52 sobre 100, basada en 8 crítics, el que indica "crítiques mixtes o mitjanes".
Jonathan Barken de Dread Central va escriure: "Delicadament elaborat, The Lodgers és un tapís ricament teixit d'horror gòtic d'inspiració clàssica. Intel·ligent, espantós i innegablement bonic, sens dubte serà considerat. un dels cims del seu gènere." Chris Alexander de ComingSoon.net va escriure: "No hi ha hagut cap pel·lícula d'aquest tipus més eficaç, inquietant i sensorialment agradable des de The Others d'Alejandro Amenabar i, com aquella obra mestra, l'exercici atmosfèric, macabre i meticulosament orquestrat d'O'Malley, la misèria i la por s'enfilen profundament sota la teva pell i hi romanen. Es manté." Justin Lowe de The Hollywood Reporter va escriure: "La cinematografia atmosfèrica, perfectament sintonitzada, té més probabilitats de cridar l'atenció dels aficionats al cinema d’art i assaig que els aficionats del terror."
Noel Murray del Los Angeles Times va escriure: "Fins els seus 15 minuts finals de suspens, The Lodgers és frustrantment gasiu amb els ensurts, limitant sobretot les coses esgarrifoses a sorolls cruixents i la imatge recurrent d'aigua que degota cap amunt... (la pel·lícula) no és especialment aterridora, però com la història de persones llastades pels seus llegats, és realment inquietant." Manohla Dargis de The New York Times va dir sobre la pel·lícula: "Treballant amb un repartiment desigual i una història poc cuinada, el Sr. O'Malley arriba a l'horror justet (slam, cruix, grinyola) sense donar un gir sinistre a les diferents estranyes accions, res d'això se sent la més mínima esgarrifança, inclosos els dimonis digitals que suren i les teranyines que semblen originades en una llauna d'esprai."
Katie Rife de The A.V. Club va declarar: "com a història de fantasmes, The Lodgers és tan original com "va ser una nit fosca i tempestuosa", els vells tropes florits encara poden tenir el seu estil. Només mira aquella casa." Simon Abrams de RogerEbert.com va donar a la pel·lícula dues de quatre estrelles i va escriure: "The Lodgers decep en diversos nivells, molts dels quals tenen més a veure amb les limitacions de la imaginació dels seus creadors que no pas amb l'aparentment baix pressupost."

### Reconeixements
The Lodgers va guanyar els premis a la "millor actriu" (Charlotte Vega) i als millors efectes especials al Fancine. La pel·lícula també va guanyar el premi als "millors efectes visuals" i va ser nominada al "millor disseny de producció" i "millor disseny de vestuari" als 15ns Premis de la Ràdio i Televisió Irlandeses. Al TerrorMolins The Lodgers va guanyar el premi del jurat a la millor pel·lícula.
| Premis        | Data de cerimònia  | Categoria                       | Receptor(s) i nominat(s) | Resultat | Ref.   |
| ------------- | ------------------ | ------------------------------- | ------------------------ | -------- | ------ |
| Premis Saturn | 27 de juny de 2018 | Millor pel·lícula internacional | The Lodgers              | Nominat  | [ 21 ] |